# Izirzada
Izirzada (łac. Diocesis Izirzadensis) – stolica historycznej diecezji w Cesarstwie rzymskim w prowincji Numidia zlikwidowana w VII w. podczas ekspansji islamskiej, współcześnie w północnej Algierii. Obecnie katolickie biskupstwo tytularne.

## Biskupi tytularni
| Lp. | Biskup                           | Funkcja                                               | Od               | Do                  |
| --- | -------------------------------- | ----------------------------------------------------- | ---------------- | ------------------- |
| 1   | Jean Pierre Leonard              | emerytowany biskup Maduraj (Indie)                    | 13 kwietnia 1967 | 25 lipca 1976       |
| 2   | Marcos Zuluaga Arteche           | biskup pomocniczy Darién (Panama)                     | 9 grudnia 1976   | 1 października 2002 |
| 3   | Enrique Díaz Díaz                | biskup pomocniczy San Cristóbal de Las Casas (Meksyk) | 30 kwietnia 2003 | 15 maja 2014        |
| 4   | David Martínez De Aguirre Guinea | wikariusz apostolski Puerto Maldonado (Peru)          | 8 lipca 2014     |                     |